# Большое Вострое
Большое Вострое — деревня в Великоустюгском районе Вологодской области.
Входила в состав Нижнеерогодского сельского поселения, с точки зрения административно-территориального деления — в Нижнеерогодский сельсовет. В результате объединения Нижнеерогодского сельского поселения с Марденгским входит в состав Марденгского сельского поселения с административным центром в деревне Благовещенье.
Расстояние по автодороге до районного центра Великого Устюга — 42,5 км, до бывшего центра муниципального образования Лодейки — 3,5 км. Ближайшие населённые пункты — Афанасовец, Березово, Тишино.
По переписи 2002 года население — 6 человек.
Близ деревни Большое Вострое расположен памятник природы Вологодской области Мыс Бык.